# Северный (Светлоярский район)
Се́верный — посёлок в Светлоярском районе Волгоградской области России, в составе Наримановского сельского поселения.
Основан в начале XX века как калмыцкий посёлок Зёты
Население — 264 (2010)

## Физико-географическая характеристика
Посёлок расположен в степной местности на западе Светлоярского района в пределах западной покатости Ергенинской возвышенности, относящейся к Восточно-Европейской равнине, в верховьях реки Донская Царица, на высоте около 115 метров над уровнем моря. Рельеф местности холмисто-равнинный, осложнённый балками и оврагами. Почвенный покров комплексный: распространены каштановые солонцеватые и солончаковые почвы и солонцы (автоморфные).
Географическое положение
По автомобильным дорогам расстояние до областного центра города Волгограда (до центра города) составляет 73 км, до районного центра посёлка Светлый Яр — 83 км, до административного центра сельского поселения посёлка Нариман 25 км.
Как и для всего Светлоярского района, для посёлка характерен континентальный, засушливый климат, с жарким летом и относительно холодной и малоснежной зимой (согласно классификации климатов Кёппена — Dfa).

## История
До революции посёлок Зётовский входил в Северный аймак Малодербетовского улуса Калмыцкой степи Астраханской губернии. В 1920 году при формирования границ Калмыцкой автономной области эта территория оказалась за её пределами. Название Зёты происходит от названия калмыцкого рода калм. Зөд арвн, проживающего в посёлке. С 1920 года по 1935 год в составе Нижне-Волжского края Сталинского района. C 1931 года центр Зётовского сельсовета Сталинградского района. В 1935 году — в составе Ворошиловского района Сталинградской области.
Как и весь Ворошиловский район, летом 1942 года посёлок был оккупирован немецкими войсками, освобождён в начале 1943 года.
Утром 4 августа 1942 года  254-я танковая бригада начала сосредотачиваться в населённом пункте Зеты. Большое количество автомашин и танков вышли из строя по пути следования, некоторые из них восстанавливали на месте поломки, другие подтягивали в Зеты для ремонта. 6 августа 655-й танковый батальон, в составе 11 танков Т-34 следуя в район МТФ совхоза имени Юркина. Высланная  разведка в направлении разъезда 74-й километр в количестве трёх танков Т-34, была встречена группой из 4-х танков противника. 5 августа 1942 года 204-я стрелковая дивизия получила приказ перейти в район Зёты, разъезд 74-й километр железной дороги имени К. Е. Ворошилова, для нанесения контрудара противнику. Совершив 150-километровый марш, части дивизии к 15.00 8 августа сосредоточились для наступления на рубеже: МТФ, совхоз имени Юркина, Кош (4636), балка большая Татарская и сходу вступили в бой.
28 декабря 1943 года калмыцкое население было депортировано
Постановлением Секретариата Президиума Верховного Совета РСФСР от 31 января 1949 года и решением Сталинградского облисполкома от 05 января 1949 № 1/48 «О ликвидации сельских советов» в Ворошиловском районе Зётовский сельсовет ликвидирован в связи с выселением в 1941—1943 годых населения калмыцкой национальности в отдалённые районы страны.
В 1956—1957 годах началось частичное возвращение калмыцкого населения, ранее проживавшего в селе. В 1957 году здесь располагалась ферма № 3 совхоза «Привольный». В 1962 году присвоено наименование посёлок Северный (на тот момент посёлок находился на севере Привольненского поссовета).
С 1965 года — в составе Светлоярского района — с 1965 года. С 1966 года — в составе Наримановского сельсовета

## Население
Динамика численности населения
| 1987 | 2002 |
| ---- | ---- |
| ≈280 | 344  |

| 2010 |
| ---- |
| 264  |

## Люди, связанные с посёлком
Уроженец села Зёты — Герой Советского Союза Хечеев Бембя Манджеевич.

## Инфраструктура
Развитое сельское хозяйство, располагалась ферма совхоза «Привольный». Личное подсобное хозяйство.

## Транспорт
Автомобильный транспорт.